# Henschel Hs 294

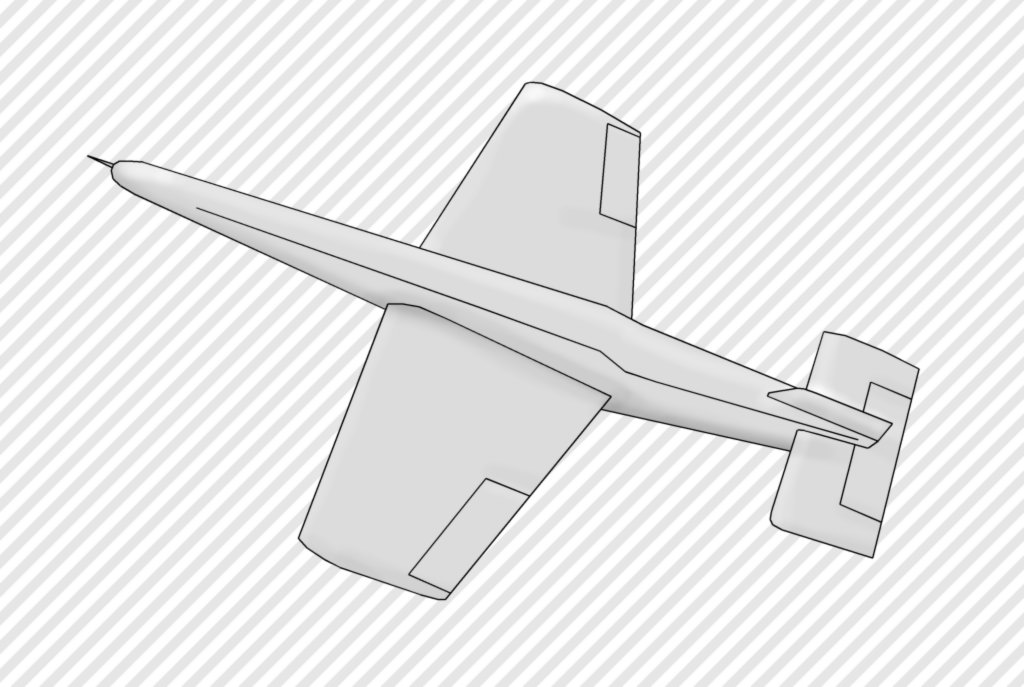
Uma representação do Hs 294

O Henschel Hs 294 foi um míssil guiado antinavio, desenvolvido na Alemanha durante a Segunda Guerra Mundial.
Lançado pela primeira vez em 1941, era uma evolução do revolucionário míssil Henschel Hs 293, pois tinha um formato mais aerodinâmico que o seu antecessor. Quando lançado de uma aeronave, era guiado até ao alvo da mesma maneira que o Hs 293. Quando o míssil atingia a água, as suas pequenas asas partiam-se e o míssil mergulhava, transformando-se num torpedo, indo ao encontro do alvo.